# 678

## أحداث
- نهاية حصار القسطنطينية والذي بدأ في 674.
- نهاية الحصار العربي الإسلامي الأول على القسطنطينية عاصمة الإمبراطورية البيزنطية (674-678).

## وفيات
- عائشة بنت أبي بكر